# Animation Digital Network
Animation Digital Network, abreviada ADN (anteriormente Anime Digital Network), es una plataforma francesa de video bajo demanda y simulcast con la temática de retransmitir series y largometrajes japoneses. además de películas francesas.
Fue fundada en 2013 tras la fusión entre KZPlay, perteneciente a Kazé, y Genzai, perteneciente a Kana Home Video
También ofrece una tienda web donde se pueden comprar DVD y Blu-Ray del catálogo de Kazé. Anime Digital Network inicialmente fue una empresa conjunta entre Crunchyroll SAS y Citel.

## Historia
En septiembre de 2013, Kana anunció la fusión de Genzai con KZPlay, para formar una nueva plataforma única llamada Anime Digital Network. Algunos animes de emisión simultánea se emiten 14 días después de su emisión en Japón para fomentar la retransmisión televisiva en canales franceses como J-One o Mangas.
El lanzamiento de ADN tuvo lugar el 16 de octubre de 2013. En su lanzamiento, había 4.000 episodios de series, más de 50 películas y 12 series disponibles para transmisión simultánea o streaming. En octubre de 2014, con motivo del primer aniversario de la plataforma, ADN lanzó un servicio de descarga sin DRM.
En enero de 2017, ADN anunció la renovación de su oferta a través de mejoras y nuevas funcionalidades: la disponibilidad de nuevos episodios una hora después de su emisión en Japón, la renovación y simplificación de las suscripciones, la evolución de la red así como la llegada de numerosas series dobladas en francés.
En diciembre de 2019, Crunchyroll se convirtió en el accionista mayoritario del grupo VIZ Media Europe. Cambiando el nombre del grupo europeo a Crunchyroll SAS y convierte a ADN en una de sus marcas en 2020.
El 27 de julio de 2022, ADN se separa del grupo Crunchyroll SAS, pasando a ser parte de Média-Participations. La empresa cambia su nombre a Animation Digital Network, prometiendo al mismo tiempo apoyar, además de la animación japonesa, la creación de nuevas producciones francesas.

## Catálogo
ADN ofrece más de 280 series y películas (o más de 6.700 episodios en 2020), principalmente en streaming directamente en su navegador web o mediante una aplicación en iOS y Android.

### Producciones originales
- Lance Dur (marzo - abril de 2023)
- The Black College (31 de octubre de 2023)
- Dead Cells : Immortalis (junio 2024)
- Dreamland16 (2024)